# Edifici al carrer Sant Josep 26 d'Alcoi
L'edifici al carrer Sant Josep número 26 d'Alcoi, situat a la ciutat d'Alcoi (l'Alcoià), País Valencià, és un edifici residencial d'estil modernista valencià construït l'any 1908, que va ser projectat per l'arquitecte Timoteo Briet Montaud.
L'edifici és obra de l'arquitecte contestà Timoteo Briet Montaud en 1908. Va ser construïda a instàncies de Miguel Payà Pérez. Consta de planta baixa i quatre altures.
En l'edificació destaca la seua elaboració en pedra, el mirador de color blanc situat en el xamfrà, les baranes de les balconades, corbades en ferro forjat amb decoració floral i els amplis finestrals de la planta baixa, també amb formes curvilínies.
Posteriorment a la seua construcció, l'arquitecte realitzaria la seua pròpia casa, Casa Briet, en el número immediatament contigu a aquest.